# Trematodon divaricatus
Trematodon divaricatus är en bladmossart som beskrevs av Bruch in Krauss 1846. Trematodon divaricatus ingår i släktet tranmossor, och familjen Bruchiaceae. Inga underarter finns listade i Catalogue of Life.